# Can Sitjar Xic
Can Sitjar Xic era una antiga masia casa pairal al barri d'Horta de Barcelona, actualment enderrocada. Era davant de Can Sitjar Gran, a l'actual parc de la Unitat, on hi havia el CEIP Mare Nostrum.

## Història
Era la casa de camp dels Macaya, i Jordi Macaya, la llogà a Alejandro Lerroux que en les seves visites a Barcelona feia hi nit. A finals de la dècada de 1970, la finca passà a mans de l'Ajuntament de Barcelona, i els terrenys serien destinats a la construcció d'un parc públic per al barri.